# Club Athletico Paranaense
El Club Athletico Paranaense es un club de fútbol brasileño, de la ciudad de Curitiba en el estado de Paraná. Fue fundado el 26 de marzo de 1924 como fruto de la fusión del Internacional Futebol Clube y el América Paraná. Desde el año 2025 milita en el Campeonato Brasileño de Serie B. Disputa sus partidos de local en el Arena da Baixada. Es popularmente conocido como Furacão (Huracán), apodo que se ganó en la década del 1950.
En el plano nacional ha ganado el Brasileirão 2001, la Copa de Brasil 2019 y 28 títulos del Campeonato Paranaense. Mientras que a nivel internacional se ha consagrado campeón de la Copa Sudamericana en 2018 y 2021, y de la Copa J.League-Sudamericana 2019. Además se convirtió en el primer equipo de Paraná en participar en una competencia nacional.
Athletico es el propietario del estadio Arena da Baixada, oficialmente Estadio Mário Celso Petraglia, considerado uno de los más modernos de América Latina. También cuenta con un centro deportivo, considerado entre los cinco más innovadores del mundo.

## Historia
El 22 de mayo de 1912, Joaquim Américo Guimarães fundó el Internacional Football Club. Además, fue responsable de la construcción de un pequeño estadio, que se apodó "Baixada". Dos años después, el club atravesó por una profunda división, que concluyó en la creación del América Football Clube. Una década después, en 1924, ambos clubes se unieron y formaron el Clube Atlético Paranaense, que se vestiría de rojo y negro. Ya en el año 1949, el Atlético Paranaense se ganó el apodo de Furacão, debido a una increíble racha de 11 partidos consecutivos ganados, en los cuales anotó 49 tantos.
Muchos años después, en 1995, el Atlético sufrió una de las peores caídas ante su eterno rival. El resultado fue de 5-1 y sin duda, ese partido quedó en la memoria de los fanáticos rubro-negros. Para consuelo de los hinchas, el club se consagraría en la Serie B y volvería a la élite del fútbol nacional. En su primera Copa Libertadores, el equipo llegó hasta octavos de final, instancia en la que caería por penales frente al Atlético Mineiro. El 2001 fue el año más exitoso del conjunto Furacão, ya que ganaría su primer Brasileirão y cerró buenas actuaciones en el Campeonato Paranaense.
Debido al subcampeonato nacional en el 2005, el Atlético ganaría otra participación más en la Copa Libertadores, edición en la que llegaría hasta el partido final. Debido a la poca capacidad de su estadio, el partido de ida de la final se debió jugar en el Estadio Beira-Rio de Porto Alegre. En el primer encuentro, el partido finalizó en empate, resultado que le daba muchas ilusiones a los aficionados paranaenses. Ya en el partido de vuelta, en el Estadio Morumbi, el São Paulo apabullaría por 4-0 al Atlético Paranaense.
De una manera genial, en el año 2008, el club rompería su récord de victorias consecutivas. Fueron 12 en total por el Campeonato Paranaense de aquel año.
En junio de 2011, el Furacão hace oficial la transferencia de Santiago Garcia luego de haber sido el máximo goleador del Campeonato Uruguayo 2010-2011 jugando para Nacional, siendo así el pase más caro de la historia del Athletico Paranaense, debutando en un partido contra el Botafogo donde convirtió los dos únicos goles de la victoria.
En el año 2018 se consagra por primera vez campeón de la Copa Sudamericana, al superar por penales 4-3 a Junior de Barranquilla, tras igualar 1-1 (2-2 en el global) en los 120 minutos disputados en tierras brasileñas. Durante la campaña del título, el Athletico fue apodado "El Paranaense", por los rivales sudamericanos.Con esto el club consiguió un cupo para la fase de grupos de la Copa Libertadores 2019. En esta final, fue titular en el equipo brasileño el argentino Luis “Lucho” González, quien logró el título número 22 de su carrera profesional, con siete clubes de seis países. El Furacão completó así una performance notable, dejando en el camino a históricos clubes como: Newell's Old Boys, Fluminense, Peñarol, entre otros. Ese mismo año, el club decide cambiar su nombre de Clube Atlético Paranaense a Club Athletico Paranaense, el motivo fue para evitar confusiones con otro gran equipo, el Clube Atlético Mineiro.
En 2019 Paranaense jugó la Recopa Sudamericana con el histórico River Plate de Argentina, campeón de la Copa Libertadores 2018. Fue subcampeón de dicha copa, al vencer por 1-0 a los argentinos con gol de Marco Ruben en la ida y caer por goleada 0-3 en la vuelta. Posteriormente, jugó la Copa Suruga Bank 2019 frente a Shonan Bellmare, vencedor de la Copa J. League 2018, con el encuentro finalizando con victoria de los brasileños por 4-0, consiguiendo así, su segundo título internacional.
En 2020 el club quedó como subcampeón de la Supercopa de Brasil,cuando volvió a perder una final ante Flamengo, aunque ulteriormente se consagró tricampeón del Campeonato Paranaense (por segunda vez en la historia), ganando los dos partidos finales del clásico Atletiba (ida y vuelta, de local en el Arena-1x0, y de visitante en el Couto Pereira-1x2) el 2 y 5 de agosto. En su séptima participación de la Libertadores en la edición 2020 fue eliminado en octavos de final por River Plate de Argentina.
En 2021 el equipo ganó por segunda vez en la historia la Copa Sudamericana, consagrándose campeón en la final única en Montevideo, venciendo 1-0 al Futebol Red Bull Bragantino, convirtiéndose en el primer y único bicampeón de la competencia en Brasil.Con esto, garantizó la octava participación del club en la Libertadores 2022, además de clasificar a la Recopa y la Copa Levain. En el Campeonato Brasileño terminó la competición en el puesto 14. En este mismo año, llegó a la final de la Copa de Brasil por tercera vez en su historia, quedando subcampeón por segunda vez, tras perder los dos partidos decisivos ante el Atlético Mineiro. En el ranking nacional de la CBF terminó el año en el 5º lugar por segundo año consecutivo con 13 512 puntos acumulados. Así mismo, en el ranking de la CONMEBOL ascendió 12 posiciones y se ubicó por primera vez en su historia dentro del top 15, resultando como el primer clasificado a la Libertadores 2022.
En 2022, el Athletico apareció por primera vez en el ranking anual de la IFFHS entre los mejores clubes del mundo, posicionado en el décimo lugar con 252 puntos, en detrimento de la campaña del año anterior, situándose por delante de clubes tradicionales del panorama mundial como el París Saint-Germain, Juventus y Manchester United. Este mismo año, compitió en la Recopa Sudamericana por segunda vez en su historia, quedando nuevamente subcampeón, tras ser derrotado por 4-2 (resultado global) ante Palmeiras.Más tarde, se clasificó por segunda vez para la final de la Libertadores de América, tras eliminar al Palmeiras con un marcador global de 3-2. La única final se jugó en Guayaquil y el Atlético fue derrotado por Flamengo con un 1-0. En el Brasileirão terminó la competición en el sexto lugar y se clasificó por 9ª vez a la Libertadores, en la que disputaría el evento en 2023. En la Copa de Brasil cayó en cuartos de final al ser eliminado por el Flamengo. El Furacão finalizó la temporada 2022 con 32 victorias, 22 empates y 20 derrotas en 74 partidos, con 100 goles marcados y 83 recibidos.
En 2023, el Atlético ganó por 27ª vez de manera invicta, el Campeonato de Fútbol de Paraná, hazaña que no ocurría desde el campeonato estatal de 1936. En este año, el Atlético alcanzó la marca de su mayor racha invicta en el siglo XXI, con 20 partidos sin perder, 16 victorias y cuatro empates, contando dos partidos en el Brasileirão 2022, 17 en el Campeonato Paranaense 2023 y uno en la Libertadores 2023. Durante este período marcaron 46 goles y solo concedieron 10 tantos de los rivales.
En 2024, año de su centenario, el club conquistó por vigésima octava vez el Campeonato Paranaense derrotando al Maringá en los dos partidos disputados que conforman a la gran final. Posteriormente, el Athletico cambió el nombre institucional de su estadio, pasando de Joaquim Américo Guimarães a Estadio Mário Celso Petraglia. Su afición batió el récord de asistencia al estadio 3 veces en menos de 20 días, tras una campaña de marketing del club utilizando referencias históricas en un vídeo solicitando un pacto con la hinchada. Sin embargo, después de una pésima campaña en el Campeonato Brasileño, el equipo, en su año centenario, acabó descendiendo a segunda división por cuarta vez en su historia tras una derrota por 1-0 ante el Atlético Mineiro en el Arena MRV.

## Escudo

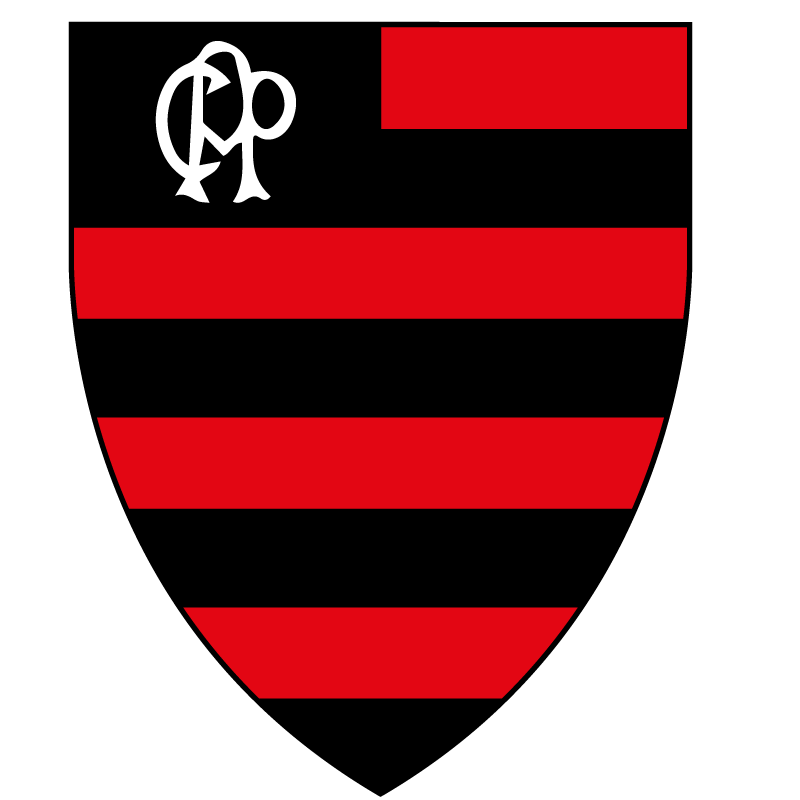
1924-1934
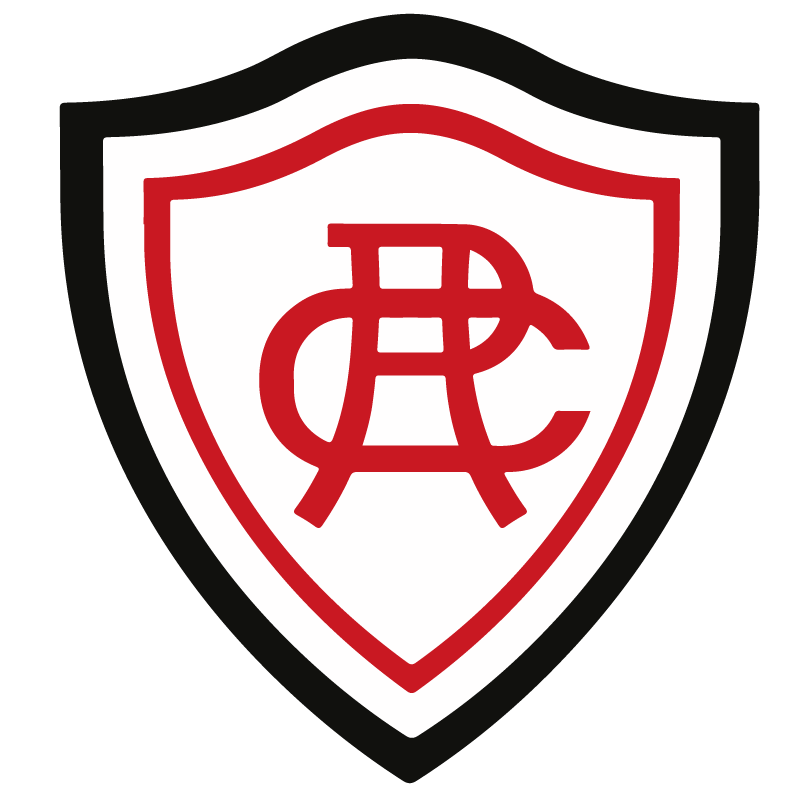
1934
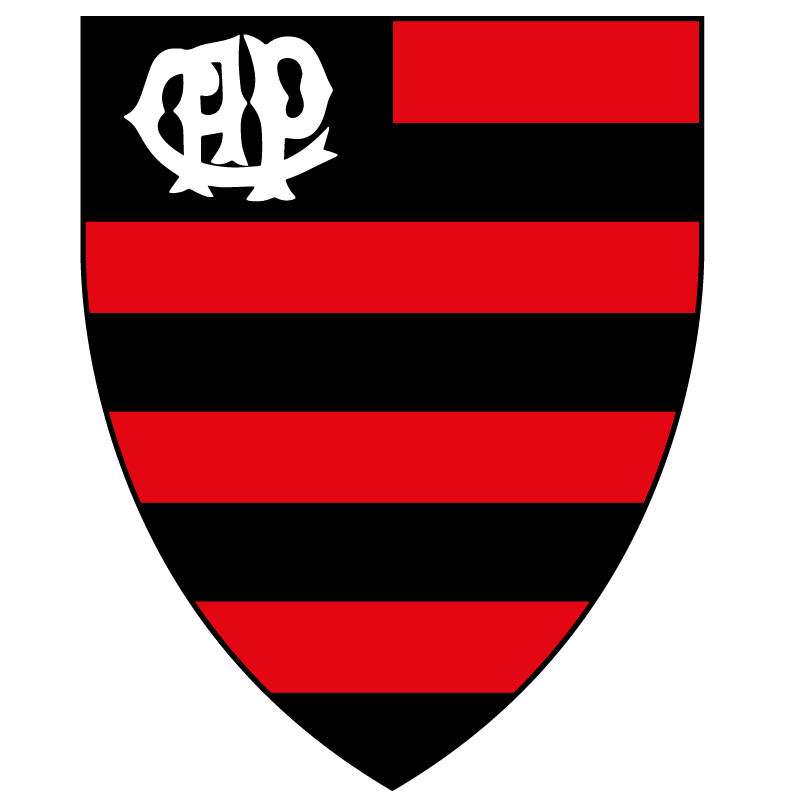
1934-1988
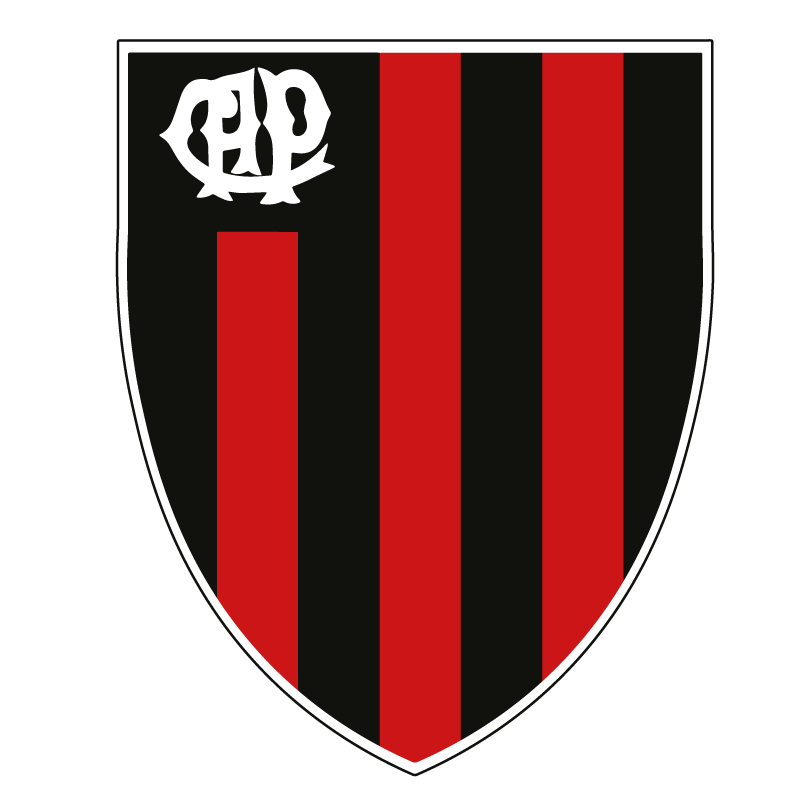
1989-1996
1997-2001
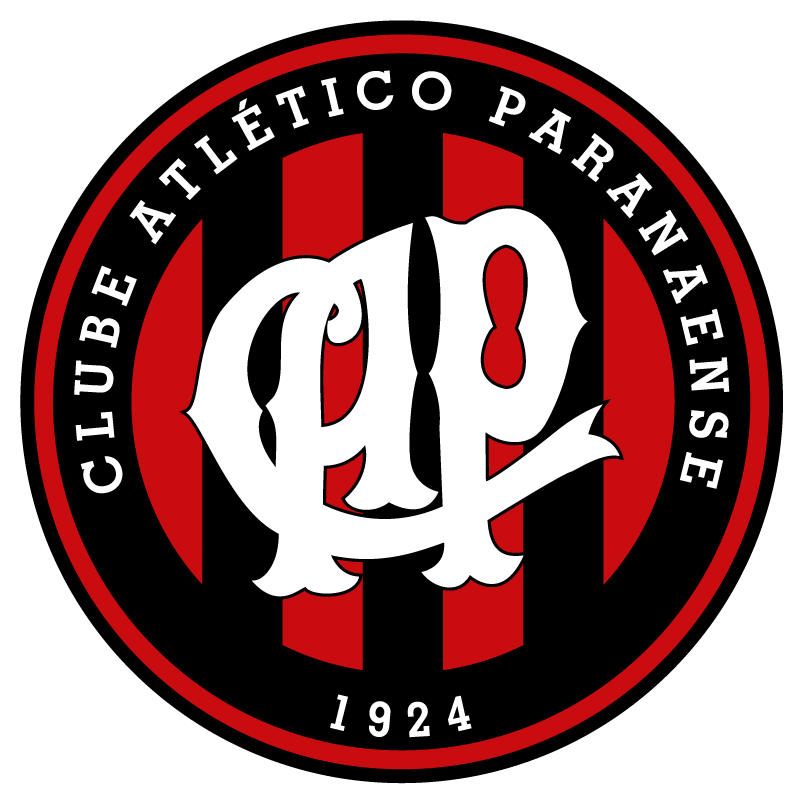
2002-2018
2019-act.

## Estadio
El Estadio Mário Celso Petraglia, conocido popularmente como Arena da Baixada, fue inaugurado en junio de 1999, para un amistoso del Atlético frente a Cerro Porteño. En el resultado, el favorecido sería el equipo brasileño, ya que derrotó al conjunto paraguayo por 2-1. Para la Copa Mundial de Fútbol de 2014, este mismo estadio sería elegido como una de las sedes del máximo evento mundial. Para ello, la capacidad del estadio se amplió a 40 000 espectadores, y atendiendo a todos los requisitos solicitados por la FIFA.

## Hinchada
La hinchada del Paranense conocida como "Os Fanáticos" es una de las más apasionadas y vibrantes de la Liga Brasileña, también es reconocida como un grupo ultra peligroso. El 8 de diciembre de 2013, se vivió uno de los incidentes más graves y dramáticos protagonizado por "Os fanáticos", cuando se inició una pelea salvaje entre estos y los aficionados del Vasco de Gama, que acabó saldándose con 4 heridos graves y la detención del encuentro durante una hora. Tras la reanudación el Paranaense ganó 5-1, certificando el descenso del Vasco y su clasificación para la Copa Libertadores.
Finalmente, el club fue sancionado con 6 encuentros a puertas cerradas en su estadio, en el cual no se había jugado este encuentro debido a que ya se encontraba clausurado, y otros 6 en otra cancha, además de una multa de 37 000 €.

## Uniforme
- Camiseta titular: Camiseta roja con franjas diagonales negra, pantalón negro y medias negras.
- Camiseta alternativa: Camiseta blanca, pantalón blanco y medias blancas.
- Tercera camiseta: Camiseta negra con franjas diagonales rojas, pantalón rojo y medias rojas.

### Evolución del uniforme
| 2002 | 2003 | 2004-2005 | 2006-2007 | 2008      | 2009 | 2010      | 2011 | 2012 |
| 2013 | 2014 | 2015      | 2016      | 2017-2018 | 2019 | 2020-2022 | 2023 | 2024 |

### Indumentaria
| Período   | Logo | Marca          |
| --------- | ---- | -------------- |
| 1979-1983 |      | Rainha         |
| 1983-1985 |      | Le Coq Sportif |
| 1986-1987 |      | MR             |
| 1988-1989 |      | Adidas         |
| 1990      |      | Campeá         |
| 1991      |      | Janjão         |
| 1992      |      | Drible         |
| 1993      |      | Pro Onze       |
| 1994-1996 |      | Rhumell        |
| 1997-2023 |      | Umbro          |
| 2024-     |      | Adidas         |

| Período   | Patrocinador   |
| --------- | -------------- |
| 1988-1993 | Coca-Cola      |
| 1994      | Konduz         |
| 1997      | Atlético Total |
| 1999      | Onda Internet  |
| 2000-2001 | TIM            |
| 2002      | Umbro          |
| 2003      | Try On         |
| 2004      | Claro          |
| 2005-2008 | Kyocera        |
| 2008-2011 | HDI            |
| 2009-2012 | Philco         |
| 2012-2018 | Caixa          |

## Registros
Sicupira
El máximo goleador histórico del Athletico Paranaense es Sicupira, exdelantero que supo anotar un total de 158 goles con la camiseta del Furacão. Además de jugar en el conjunto rubro-negro, se destacó en el Corinthians.
Washington, 2004
El atacante Washington fue el máximo anotador en la historia de la liga brasileña 34 goles en 2004. Año en el que el Atlético Paranaense de Brasil fue subcampeón. Por el rendimiento histórico en el campeonato brasileño, el jugador se hizo con los siguientes premios: recibió el Balón de Plata como el mejor goleador de la competición y los adidas Golden Score revista, ya que fue el máximo goleador del fútbol brasileño en el año fueron 44 goles, añadiendo el Campeonato Paranaense y la Liga. Además, fue votado como el mejor delantero del evento Trofeo Mesa Redonda, el Jugador del Año.
Ederson, 2013
En la edición de 2013, el delantero Éderson se coronó como el máximo goleador de aquella edición del Brasileirao, superando a otros atacantes reconocidos como Fred o Alexandre Pato. Sus grandes actuaciones, le valieron un renombre en Europa.

## Jugadores

### Plantilla 2025

#### Altas y bajas 2025 (otoño)
| Altas   | Altas    | Altas       | Altas | Altas |
| Jugador | Posición | Procedencia | Tipo  | Costo |
| ------- | -------- | ----------- | ----- | ----- |

| Bajas             | Bajas     | Bajas       | Bajas          | Bajas |
| Jugador           | Posición  | Procedencia | Tipo           | Costo |
| ----------------- | --------- | ----------- | -------------- | ----- |
| Gonzalo Mastriani | Delantero | Botafogo    | Préstamo.      | --    |
| Matheus Babi      | Delantero | Juventude   | Transferencia. | --    |

1. ↑  Con opción de compra.[62]

## Entrenadores
- Naná (febrero de 1943–?)[64]
- Antonio Corteze (junio de 1944–julio de 1946)[65][66]
- Motorzinho (mayo de 1948–octubre de 1951)[67][68]
- Cajú (octubre de 1951)[68]
- Joaquim (octubre de 1951–?)[69]
- Filpo Núñez (agosto de 1956–junio de 1957)[70][71]
- Djalma Santos (interino- ?–enero de 1969)[72]
- Geraldino (enero de 1969–mayo de 1969)[73][74]
- Djalma Santos (mayo de 1969–?)[74]
- Lori Sandri (?–octubre de 1979)[75]
- Hélio Alves (interino- octubre de 1979–?)[75]
- Jair Picerni (agosto de 1986)[76][77]
- Levir Culpi (agosto de 1986–abril de 1987)[78][79]
- Nilson Borges (interino- abril de 1987–?)[79]
- Júlio Piza (interino- ?–abril de 2004)[80]
- Lio Evaristo (interino- abril de 2004)[80][81]
- Levir Culpi (abril de 2004–diciembre de 2004)[81][82]
- Casemiro Mior (enero de 2005–abril de 2005)[83][84]
- Lio Evaristo (interino- abril de 2005)[84]
- Edinho Nazareth (abril de 2005–mayo de 2005)[85][86]
- Borba Filho (interino- mayo de 2005)[87]
- Antônio Lopes (mayo de 2005–septiembre de 2005)[87][88]
- Evaristo de Macedo (septiembre de 2005–diciembre de 2005)[89][90]
- Vinícius Eutrópio (interino- enero de 2006)[91]
- Lothar Matthäus (enero de 2006–marzo de 2006)[92][93]
- Vinícius Eutrópio (interino- marzo de 2006)[94]
- Givanildo Oliveira (marzo de 2006–julio de 2006)[95][96]
- Vadão (julio de 2006–junio de 2007)[97][98]
- Antônio Lopes (junio de 2007–agosto de 2007)[99][100]
- Ney Franco (agosto de 2007–mayo de 2008)[101][102]
- Roberto Fernandes (mayo de 2008–agosto de 2008)[103][104]
- Tico (interino- agosto de 2008)[105]
- Mário Sérgio (agosto de 2008–septiembre de 2008)[105][106]
- Geninho (septiembre de 2008–junio de 2009)[107][108]
- Waldemar Lemos (junio de 2009–julio de 2009)[109][110]
- Antônio Lopes (agosto de 2009–marzo de 2010)[111][112]
- Leandro Niehues (marzo de 2010–mayo de 2010)[112][113][114]
- Paulo César Carpegiani (mayo de 2010–octubre de 2010)[114][115]
- Sérgio Soares (octubre de 2010–febrero de 2011)[116][117]
- Leandro Niehues (interino- febrero de 2011)[117]
- Geninho (febrero de 2011–abril de 2011)[118][119]
- Adílson Batista (abril de 2011–junio de 2011)[120][121]
- Leandro Niehues (interino- junio de 2011–julio de 2011)[122][123]
- Renato Gaúcho (julio de 2011–septiembre de 2011)[123][124]
- Antônio Lopes (septiembre de 2011–diciembre de 2011)[125][126]
- Juan Ramón Carrasco (enero de 2012–junio de 2012)[127][128]
- Lucas Neto (interino- junio de 2012)[128]
- Ricardo Drubscky (junio de 2012–julio de 2013)[129][130]
- Vágner Mancini (julio de 2013–diciembre de 2013)[131][132]
- Dejan Petkovic (diciembre de 2013–junio de 2014)[133][134][nota 1]
- Miguel Ángel Portugal (enero de 2014–mayo de 2014)[135][136][nota 2]
- Leandro Ávila (interino- mayo de 2014–junio de 2014)[137][138][nota 3]
- Doriva (junio de 2014–agosto de 2014)[138][139]
- Leandro Ávila (interino- agosto de 2014–septiembre de 2014)[139][140]
- Claudinei Oliveira (septiembre de 2014–marzo de 2015)[141][142]
- Enderson Moreira (marzo de 2015–abril de 2015)[143][144]
- Milton Mendes (abril de 2015–septiembre de 2015)[145][146]
- Cristóvão Borges (octubre de 2015–marzo de 2016)[147][148]
- Bruno Pivetti (interino- marzo de 2016)[149]
- Paulo Autuori (marzo de 2016–mayo de 2017)[150][151]
- Eduardo Baptista (mayo de 2017–julio de 2017)[151][152]
- Fabiano Soares (julio de 2017–diciembre de 2017)[153][154]
- Fernando Diniz (enero de 2018–junio de 2018)[155][156]
- Tiago Nunes (interino- junio de 2018–enero de 2019/enero de 2019–noviembre de 2019)[157][158][159]
- Eduardo Barros (interino- noviembre de 2019–diciembre de 2019)[160]
- Dorival Júnior (diciembre de 2019–agosto de 2020)[161][162]
- Eduardo Barros (interino- agosto de 2020–octubre de 2020)[162]
- Paulo Autuori (octubre de 2020–marzo de 2021)[163]
- António Oliveira (marzo de 2021–septiembre de 2021)[164][165]
- Bruno Lazaroni (interino- septiembre de 2021–octubre de 2021)[166]
- Alberto Valentim (octubre de 2021–abril de 2022)[167][168]
- Lucho González (interino- abril de 2022)[168][169]
- Fábio Carille (abril de 2022–mayo de 2022)[170][171]
- Wesley Carvalho (interino- mayo de 2022)[172]
- Luiz Felipe Scolari (mayo de 2022–noviembre de 2022)[173]
- Paulo Turra (noviembre de 2022–junio de 2023)[174]
- Wesley Carvalho (junio de 2023–diciembre de 2023)[175][176]
- Juan Carlos Osorio (enero de 2024–marzo de 2024)[177][178]
- Wesley Carvalho (interino- marzo de 2024)[178]
- Cuca (marzo de 2024–junio de 2024)[179]
- Juca Antonello (interino- junio de 2024–julio de 2024)[180]
- Martín Varini (julio de 2024–septiembre de 2024)[181][182]
- Juca Antonello (interino- septiembre de 2024)[182]
- Lucho González (septiembre de 2024–diciembre de 2024)[183][184]
- Maurício Barbieri (diciembre de 2024–mayo de 2025)[185][186]
- João Correia (interino- mayo de 2025)[186]
- Odair Hellmann (mayo de 2025–presente)[4]

1. ↑  Fue el entrenador del equipo sub-23 del Atlético en el Campeonato Paranaense.
2. ↑  Fue el entrenador del Atlético en la Copa Libertadores y el Campeonato Brasileiro.
3. ↑  Fue el entrenador interino del Atlético en el Campeonato Brasileiro después de la dimisión de Miguel Ángel Portugal.

## Presidentes
| #  | Presidentes                    | inicio | fin                          |
| #  | Arcésio Guimarães              | 1924   | 1926                         |
| #  | Cândido Mäder                  | 1925   | 1925                         |
| 3  | Joaquim Narciso de Azevedo     | 1926   | 1928                         |
| 4  | Agostinho Bernardo da Veiga    | 1928   | 1915                         |
| 5  | Joaquim Narciso de Azevedo     | 1930   | 1930                         |
| 6  | Octávio de Andrade Coelho      | 1931   | 1932                         |
| 7  | Cândido Mäder                  | 1933   | 1933                         |
| 8  | Eugênio Viana                  | 1934   | 1936                         |
| 9  | Cândido Mäder                  | 1936   | 1939                         |
| 10 | Claro Américo Guimarães        | 1940   | 1942                         |
| 11 | Manoel Aranha                  | 1943   | 1945                         |
| 12 | Erasmo Mäder                   | 1946   | 1946                         |
| 13 | João Alfredo Silva             | 1947   | 1948                         |
| 14 | Itaciano Marcondes             | 1949   | 1949                         |
| 15 | Waldomiro Pedroso              | 1950   | 1950                         |
| 16 | Aníbal Requião                 | 1951   | 1951                         |
| 17 | Nestor de Castro Barbosa       | 1952   | 1953                         |
| 18 | Laurival Camargo de Mello      | 1954   | 1955                         |
| 19 | Abílio Ribeiro                 | 1956   | 1959                         |
| 20 | Sylseu Pereira Alves           | 1959   | 1959                         |
| 21 | Carlos Zehnpfennig             | 1960   | 1961                         |
| 22 | Antônio Bittencourt de Camargo | 1962   | 1962                         |
| 23 | Renato Barreto de Siqueira     | 1962   | 1962                         |
| 24 | José Pacheco Netto             | 1963   | 1964                         |
| 25 | Edmundo Rodrigues Ferro        | 1965   | 1967                         |
| 26 | Luiz Gonzaga da Motta Ribeiro  | 1967   | 1967                         |
| 27 | Jofre Cabral e Silva           | 1968   | 1968                         |
| 28 | Ernani Santiago de Oliveira    | 1968   | 1969                         |
| 29 | José Loureiro de Siqueira Jr.  | 1969   | 1969                         |
| 30 | Rubens Passerino Moura         | 1970   | 1971                         |
| 31 | Lauro Rego Barros              | 1972   | 1973                         |
| 32 | Octávio Augusto da Silveira    | 1974   | 1975                         |
| 33 | Aníbal Khury                   | 1976   | 1977                         |
| 34 | Antonio S. Guimarães Lück      | 1978   | 1981                         |
| 35 | Onaireves Moura                | 1982   | 1983                         |
| 36 | Valmor Zimermann               | 1984   | 1985                         |
| 37 | Milton Isfer                   | 1986   | 1987                         |
| 38 | Valmor Zimermann               | 1988   | 1989                         |
| 39 | José Carlos Farinhaque         | 1990   | 1993                         |
| 40 | Hussein Zraik                  | 1994   | 1995                         |
| 41 | Mário Celso Petraglia          | 1995   | 1997                         |
| 42 | Ademir Adur                    | 1997   | 1998                         |
| 43 | Mário Celso Petraglia          | 1999   | 2008 (Conselho Deliberativo) |
| 44 | Nelson Fanaya                  | 1999   | 2000                         |
| 45 | Ademir Adur                    | 2000   | 2000                         |
| 46 | Marcus Coelho                  | 2001   | 2001                         |
| 47 | Guivan Bueno                   | 2002   | 2003                         |
| 48 | João Augusto Fleury da Rocha   | 2004   | 2008 (Conselho Gestor)       |
| 49 | Marcos Malucelli               | 2009   | 2011                         |
| 50 | Mário Celso Petraglia          | 2011   | 2016                         |
| 51 | Luiz Sallim Emed               | 2016   | 2019                         |
| 52 | Mário Celso Petraglia          | 2020   | 2023                         |

 Marbella Cup: 2013.
- Internationalen Schützi-Cup: 1991 y 1992.
- Torneo Ciudad de Londrina: 2010.[190]

## Palmarés
Títulos nacionales
| Competición nacional      | Títulos | Subcampeonatos |
| ------------------------- | ------- | -------------- |
| Serie A (1/1)             | 2001    | 2004           |
| Copa de Brasil (1/2)      | 2019    | 2013, 2021     |
| Supercopa de Brasil (0/1) |         | 2020           |
| Serie B (1/1)             | 1995    | 1990           |

Títulos internacionales
| Competición internacional          | Títulos    | Subcampeonatos |
| ---------------------------------- | ---------- | -------------- |
| Copa Libertadores de América (0/2) |            | 2005, 2022.    |
| Copa Sudamericana (2/0)            | 2018, 2021 |                |
| Recopa Sudamericana (0/2)          |            | 2019, 2022     |
| Copa J.League-Sudamericana (1/0)   | 2019       |                |

Títulos estaduales
| Competición estadual          | Títulos | Subcampeonatos                                                                                                   |
| ----------------------------- | --- | --- |
| Campeonato Paranaense (28/19) | 1925, 1929, 1930, 1934, 1936, 1940, 1943, 1945, 1949, 1958, 1970, 1982, 1983, 1985, 1988, 1990, 1998, 2000, 2001, 2002, 2005, 2009, 2016, 2018, 2019, 2020, 2023, 2024 | 1926, 1927, 1928, 1948, 1968, 1972, 1973, 1974, 1978, 1987, 1991, 1997, 2004, 2008, 2010, 2011, 2012, 2013, 2017 |

## Datos del club

### Denominaciones
- Clube Atlético Paranaense (1924–2018): Nombre oficial en su fundación.
- Club Athletico Paranaense (2018–): Estrategia marketinera y para también para distinguirse del Atlético de su país.

### Participaciones

#### Nacional
- Temporadas en la Serie A: 1971–89; 1991–93; 1996–11; 2013–24
- Temporadas en la Serie B: 1990; 1994–95; 2012; 2025–Act.

#### Internacional
Nota: Edición en que se consagro como Campeón.
| Competencia                      | Edición                                                 |
| -------------------------------- | ------------------------------------------------------- |
| Copa Libertadores de América (9) | 2000, 2002, 2005, 2014, 2017, 2019, 2020, 2022 y 2023.  |
| Copa Sudamericana (9)            | 2006, 2007, 2008, 2009, 2011, 2015, 2018 , 2021 y 2024. |
| Recopa Sudamericana (2)          | 2019 y 2022.                                            |
| Copa J.League-Sudamericana (1)   | 2019.                                                   |

Estadísticas
Nota: Campetición  Activa.
| Torneo                       | TJ | PJ  | PG | PE | PP | GF  | GC  | Dif. | Puntos |
| ---------------------------- | -- | --- | -- | -- | -- | --- | --- | ---- | ------ |
| Copa Libertadores de América | 9  | 85  | 40 | 15 | 30 | 118 | 106 | +12  | 135    |
| Copa Sudamericana            | 9  | 61  | 36 | 9  | 16 | 97  | 54  | +43  | 117    |
| Recopa Sudamericana          | 2  | 4   | 1  | 1  | 2  | 3   | 7   | -4   | 4      |
| Copa J.League-Sudamericana   | 1  | 1   | 1  | 0  | 0  | 4   | 0   | +4   | 3      |
| Total                        | 21 | 151 | 78 | 25 | 48 | 222 | 167 | +55  | 259    |

## Rivalidades

### Atletiba
El Atletiba es el nombre del clásico entre Atlético y Coritiba, considerado el más tradicional de la capital del estado y una de las mayores rivalidades brasileñas.
El primer partido oficial considerado válido para las estadísticas tuvo lugar el 8 de junio de 1924, en el Parque Graciosa, por el Campeonato Paranaense, en el que el Coritiba goleó al Atlético por el marcador de 6 a 3. Según los atleticanos, el primer enfrentamiento se habría producido con anterioridad, el 20 de abril de 1924, poco después de la fundación del Atlético, en una disputa de treinta minutos en la que el novato ganó por 2 a 0. La validez de este punto de vista está en disputa, porque no era un partido oficial noventa minutos.

### Paratico
El clásico Paratico es la rivalidad entre Athletico y Paraná.
El enfrentamiento se inició en la década de 1990, con el primer partido disputado el 3 de junio de 1990 por el Campeonato de Fútbol de Paraná, en su undécima jornada de la segunda ronda. El partido se celebró en Pinheirão y el Atlético ganó el partido por 2 a 1.
Ambos se enfrentaron en el primer (y hasta entonces único) clásico de Paraná disputado por una competencia internacional, por la Copa Sudamericana 2006. El resultado fue una victoria atlética, 1-0 en la Arena da Baixada y otro 3-1 en el Pinheirão. El equipo tricolor acabó eliminado por el rojinegro.
Este partido es llamado de diversas maneras como Paratlético, e incluso hoy en día varias personas citan ese nombre como el clásico "eslogan" Con el tiempo han surgido otros nombres como Derby da Rebouças y Parático.